# Соціал-демократична партія Швеції
Соціал-демократична робітнича партія Швеції, СДРПШ (швед. Sveriges socialdemokratiska arbetareparti, SAP), бере участь у виборах як «Робітнича партія соціал-демократів» (Arbetarepartiet-Socialdemokraterna), яку зазвичай називають соціал-демократами (Socialdemokraterna) є найстаршою і найбільшою політичною партією в Швеції. Партія була заснована 1889 року. Символом партії традиційно є червона троянда.
Партія входить до Прогресивного Альянсу, Партії європейських соціалістів

та САМАК.
Партія була членом Соціалістичного Інтернаціоналу до березня 2017 року.

## Історія
Виникнення соціал-демократичної партії бере початок 1881 року, коли Август Пальм, за спеціальністю швець, повернувся із Німеччини на батьківщину та виступив із публічною промовою «Чого хочуть соціал-демократи?». 1889 року на з'їзді у Стокгольмі, де більшість делегатів були обрані профспілками, було засновано Соціал-демократичну робітничу партію Швеції.
Першим соціал-демократом, якого 1896 року було обрано до риксдагу, був Ялмар Брантінг.
1917 року соціал-демократи вперше беруть участь у роботі коаліційного уряду разом з лібералами. Молодіжне крило покидає партію та засновує комуністичний рух.
Соціал-демократи очолювали боротьбу за загальне виборче право, яка стала успішною 1918 року, коли риксдаг ухвалив законопроєкт про конституційну реформу, яка набула чинності 1920 року.
1920 року Ялмар Брантінг сформував перший соціал-демократичний уряд.
На виборах 1921 року, які проходять на основі загального виборчого права, яке поширювалося також і на жінок, соціал-демократична партія отримує 39,4 % голосів.
1925 року після смерті Брантінга уряд очолив Рікард Сандлер, а головою партії став Пер Альбін Ханссон. Уряд соціал-демократів пішов у відставку 1926 року.
Після переконливої перемоги на виборах 1932 року Пер Альбін Ханссон сформував уряд. У 1930-і роки провели значні соціальні реформи, як-от страхування з безробіття, покращення пенсійного забезпечення, організація відпусток, стоматологічну допомогу, а також суспільні роботи для боротьби з безробіттям. Під час другої світової війни сформувався уряд на основі широкої коаліції.
1946 року після смерті Пера Альбіна Ханссона його наступником став Таге Ерландер.
1951 року сформувався коаліційний уряд з Селянським союзом (сучасною Партією Ценнтра). У 1950-і роки були виділені асигнування на освіту і науку, житлове будівництво, страхування з хвороби, та після запеклої боротьби, проведення загальнонаціонального референдуму й формування соціал-демократичного уряду — загальне пенсійне забезпечення за вислугою років.
З 1969 року наступником Таге Ерландера на посту керівника партії та прем'єр міністра стає Улоф Пальме. На початку 1970-х років провели реформу трудових відносин, до якої входило прийняття законів про спільне ухвалення рішень, гарантій зайнятості, а також безпеки та охорони здоров'я на робочому місті. Крім того, прийняли законодавчі акти про батьківське страхування, загальну безкоштовну шкільну освіту.
Після виборів 1976 року соціал-демократи опинилися в опозиції після 44-х річного перебування при владі. 1980 року провели референдум по використанню ядерної енергії. Пропозиція лібералів та соціал-демократів поетапної відмови від використання отримала більшість голосів.
Після перемоги на виборах 1982 року Улоф Пальме сформував новий уряд. 1986 року Улофа Пальме вбили, керівником партії і прем'єр-міністром призначений Інгвар Карлссон.
На виборах 1991 року соціал-демократи програли й опинилися в опозиції до 1994 року, коли після виборів вони знову повернули свою владу. 1996 року наступником Інгвара Карлссона став Йоран Перссон.
Після виборів 1998 року соціал-демократи формують більшість разом із Лівою партією та Партією зелених.
7 грудня 2009 року соціал-демократи започаткували політичну та виборчу коаліцію з Партією зелених і Лівою партією, відомою як Червоно-зелені. Коаліція червоно-зелених йшла єдиним списком на парламентських виборах 2010 року, але програли вибори чинній правоцентристській коаліції «Альянс за Швецію». 26 листопада 2010 року Червоно-зелений альянс був розпущений.
З 2006 по 2014 рік SAP програла два терміни поспіль правоцентристському Альянсу через центристські ліберальні настрої тодішнього прем'єр-міністра Фредріка Рейнфельдта, які залучали деяких виборців SAP. В 2010, 2014 і 2018 роках частка голосів SAP різко скоротилася, причому деякі з цих голосів були залучені правопопулістськими Шведськими демократами.

На парламентських виборах у Швеції 2018 року підтримка соціал-демократів виборцями впала до 28,3 відсотка, що є найнижчим рівнем підтримки з 1908 року.

## Участь у виборах

### Риксдаг
| Вибори        | Голоси    | %         | Місць     | +/–  | Уряд                      |
| ------------- | --------- | --------- | --------- | ---- | ------------------------- |
| 1896          | 206       | 0.1 (#5)  | 1 / 230   | ▲ 1  | Опозиція                  |
| 1899          | 313       | 0.2 (#5)  | 1 / 230   | ▬ 0  | Опозиція                  |
| 1902          | 6,321     | 3.5 (#3)  | 4 / 230   | ▲ 3  | Опозиція                  |
| 1905          | 20,677    | 9.5 (#3)  | 13 / 230  | ▲ 9  | Опозиція                  |
| 1908          | 45,155    | 14.6 (#3) | 34 / 230  | ▲ 21 | Опозиція                  |
| 1911          | 172,196   | 28.5 (#3) | 64 / 230  | ▲ 30 | Опозиція                  |
| березень 1914 | 228,712   | 30.1 (#3) | 73 / 230  | ▲ 9  | Опозиція                  |
| вересень 1914 | 266,133   | 36.4 (#2) | 87 / 230  | ▲ 14 | Опозиція                  |
| 1917          | 228,777   | 31.1 (#1) | 87 / 230  | ▼ 1  | Коаліція                  |
| 1920          | 195,121   | 29.6 (#1) | 75 / 230  | ▼ 11 | Опозиція                  |
| 1921          | 630,855   | 36.2 (#1) | 93 / 230  | ▲ 18 | Уряд меншості (1921–1923) |
| 1921          | 630,855   | 36.2 (#1) | 93 / 230  | ▲ 18 | Опозиція (1923–1924)      |
| 1924          | 725,407   | 41.1 (#1) | 104 / 230 | ▲ 11 | Уряд меншості (1924–1926) |
| 1924          | 725,407   | 41.1 (#1) | 104 / 230 | ▲ 11 | Опозиція (1926–1928)      |
| 1928          | 873,931   | 37.0 (#1) | 90 / 230  | ▼ 14 | Опозиція                  |
| 1932          | 1,040,689 | 41.7 (#1) | 104 / 230 | ▲ 14 | Уряд меншості (1932–1936) |
| 1932          | 1,040,689 | 41.7 (#1) | 104 / 230 | ▲ 14 | Опозиція (1936)           |
| 1936          | 1,338,120 | 45.9 (#1) | 112 / 230 | ▲ 9  | Коаліція                  |
| 1940          | 1,546,804 | 53.8 (#1) | 134 / 230 | ▲ 22 | Коаліція                  |
| 1944          | 1,436,571 | 46.6 (#1) | 115 / 230 | ▼ 19 | Уряд меншості             |
| 1948          | 1,789,459 | 46.1 (#1) | 112 / 230 | ▼ 3  | Уряд меншості             |
| 1952          | 1,729,463 | 46.1 (#1) | 110 / 230 | ▼ 2  | Коаліція                  |
| 1956          | 1,729,463 | 44.6 (#1) | 106 / 231 | ▼ 4  | Коаліція                  |
| 1958          | 1,776,667 | 46.2 (#1) | 111 / 231 | ▲ 5  | Уряд меншості             |
| 1960          | 2,033,016 | 47.8 (#1) | 114 / 232 | ▲ 3  | Уряд меншості             |
| 1964          | 2,006,923 | 47.3 (#1) | 113 / 233 | ▼ 1  | Уряд меншості             |
| 1968          | 2,420,242 | 50.1 (#1) | 125 / 233 | ▲ 12 | Уряд меншості             |
| 1970          | 2,256,369 | 45.3 (#1) | 163 / 350 | ▲ 38 | Уряд меншості             |
| 1973          | 2,247,727 | 43.6 (#1) | 156 / 350 | ▼ 7  | Уряд меншості             |
| 1976          | 2,324,603 | 42.7 (#1) | 152 / 349 | ▼ 4  | Опозиція                  |
| 1979          | 2,356,234 | 43.2 (#1) | 154 / 349 | ▲ 2  | Опозиція                  |
| 1982          | 2,533,250 | 45.6 (#1) | 166 / 349 | ▲ 12 | Уряд меншості             |
| 1985          | 2,487,551 | 44.7 (#1) | 159 / 349 | ▼ 7  | Уряд меншості             |
| 1988          | 2,321,826 | 43.2 (#1) | 156 / 349 | ▼ 3  | Уряд меншості             |
| 1991          | 2,062,761 | 37.7 (#1) | 138 / 349 | ▼ 18 | Опозиція                  |
| 1994          | 2,513,905 | 45.2 (#1) | 161 / 349 | ▲ 23 | Уряд меншості             |
| 1998          | 1,914,426 | 36.4 (#1) | 131 / 349 | ▼ 30 | Уряд меншості             |
| 2002          | 2,113,560 | 39.9 (#1) | 144 / 349 | ▲ 13 | Уряд меншості             |
| 2006          | 1,942,625 | 35.0 (#1) | 130 / 349 | ▼ 14 | Опозиція                  |
| 2010          | 1,827,497 | 30.7 (#1) | 122 / 349 | ▼ 18 | Опозиція                  |
| 2014          | 1,932,711 | 31.0 (#1) | 113 / 349 | ▲ 1  | Коаліція                  |
| 2018          | 1,830,386 | 28.3 (#1) | 100 / 349 | ▼ 13 | Коаліція (2018–2021)      |
| 2018          | 1,830,386 | 28.3 (#1) | 100 / 349 | ▼ 13 | Уряд меншості (2021–2022) |
| 2022          | 1,955,972 | 30.3 (#1) | 107 / 349 | ▲ 7  | TBD                       |

### Європарламент
| Вибори | Голосів | %         | Місць         | +/−         |
| ------ | ------- | --------- | ------------- | ----------- |
| 1995   | 752,817 | 28.1 (#1) | 7 / 22        |             |
| 1999   | 657,497 | 26.0 (#1) | 6 / 22        | ▼ 1         |
| 2004   | 616,963 | 24.6 (#1) | 5 / 19        | ▼ 1         |
| 2009   | 773,513 | 24.4 (#1) | 5 / 18 6 / 20 | - ▬ 0 - ▲ 1 |
| 2014   | 899,074 | 24.2 (#1) | 5 / 20        | ▼ 1         |
| 2019   | 974,589 | 23.5 (#1) | 5 / 20        | ▬ 0         |

## Ідеологія
Партія прагне сформувати суспільство, яке засноване на ідеалах демократії, рівності всіх людей перед законом, на рівних свободах, у тому числі й на економічній свободі. Мається на увазі, що демократія в односторонньому порядку зможе впливати на стосунки людей, економіку та державу. Водночас значна увага приділяється профспілкам, політкоректності, соціальним програмам.

## Голови партії
- 1889—1896 колективне керівництво
- 1896—1907 Клаес Толін[sv]
- 1907—1925 Карл Яльмар Брантінг
- 1925—1946 Пер Альбін Хансон
- 1946—1969 Таге Фрітьоф Ерландер
- 1969—1986 Улоф Пальме
- 1986—1996 Інгвар Карлсон
- 1996—2007 Ганс Йоран Персон
- 2007—2011 Мона Інгеборг Салін
- 2011—2012 Гокан Югольт
- 2012—2021 Стефан Левен
- з 2021 Магдалена Андерссон